# وزارة الثقافة والرياضة الإسبانية
وزارة الثقافة والرياضة ( MCD ) هي إحدى وزارات حكومة إسبانيا والمسؤولة عن تعزيز التراث التاريخي الإسباني وحفظ المتاحف الوطنية ونشر الفنون والإبداع الأدبي ومتعابعة الأنشطة السينمائية والسمعية والبصرية وحماية مكتبات الدولة، كما يقع على عاتقها مسؤولية اقتارح وتنفيذ سياسة الحكومة بشأن الرياضة.
كما أنها مسؤولة عن تعزيز الثقافة باللغة الإسبانية ، وكذلك تعزيز إجراءات التعاون الثقافي بالتنسيق مع وزارة الشؤون الخارجية والاتحاد الأوروبي.
يرأس الوزارة، وزير الثقافة وهو عضو في مجلس الوزراء يعينه الملك بناء على طلب من رئيس الوزراء. كما أن المجلس الوطني للرياضة هو أيضا جزء من الوزارة.
وزير الثقافة والرياضة الحالي منذ 13 يناير 2020 هو خوسيه مانويل رودريغيز أوريبس. 

## التاريخ

### الفترة المبكرة
أأنشأت وزارة الثقافة أثناء الانتقال الحكم الإسباني إلى الديمقراطية.  ومع ذلك يعود الإجراء الحكومي بشأن الثقافة في البلاد إلى القرن الثامن عشر. ظهرت الأكاديميات الملكية الأولى مثل اللغة  في عام 1713 و التاريخ في عام 1738 والفنون الجميلة
في عام 1752.
أنشأ قانون الموازنة لعام 1900 وزارة التعليم العام والفنون الجميلة التي تولت مسؤوليات الثقافة حتى عام 1977. خلال هذه الفترة أنشأت المديرية العامة للفنون الجميلة في عام 1915 والتي كانت لها اختصاصات في الإنشاءات المدنية المتعلقة بالآثار الوطنية والمتاحف والمدارس الفنية والرسم ومدارس الموسيقى وغيرها من الكيانات ذات الطبيعة الفنية. وفي 1939 أنشات المديرية العامة للأرشيفات والمكتبات. اندمج كلاهما في عام 1974 في المديرية العامة الجديدة للتراث الفني والثقافي.
في عام 1946 أنشات المديرية العامة للتصوير السينمائي والمسرح والتي كانت مهمتها الرئيسية مراقبة هذه القطاعات الثقافية.

### ديمقراطية
في عام 1977 أنشأت وزارة ثقافة مستقلة التي تولت فيها المديرية العامة للتراث الفني والثقافي من وزارة التربية والتعليم المسؤوليات. كما تولت مسؤولية التراث الفني والمحفوظات والمتاحف. الإنتشار الثقافي؛ الكتب والمكتبات؛ مسرح الموسيقى والعروض؛ تصوير سينمائي؛ تطوير المجتمع؛ والإذاعة والتلفزيون.
في عام 1981 تنازلت الوزارة لمدينة مدريد عن إدارة مسرح إسبانيا. وفي عام 1985 عانت الوزارة من تعديل وزاري كبير بسبب انتقال السلطات الثقافية إلى المناطق التي تم إنشاؤها حديثًا.
بين عامي 1996 و2004، دمجت وزارة الثقافة مع وزارة التربية والتعليم. عانت الوزارة من ظروف اقتصادية مرة أخرى في عام 2011، حتى عام 2018 عندما استعاد رئيس الوزراء الجديد بيدرو سانشيز هذه الوزارة.

## هيكل الوزارة
هو:
- الأمانة العامة للثقافة .

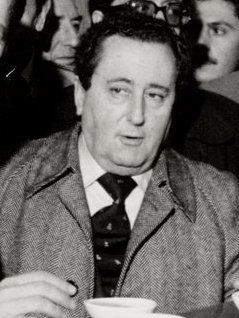
Pío Cabanillas Gallas ، وزير الثقافة الأول.

  - Pío Cabanillas Gallas ، وزير الثقافة الأول. المديرية العامة للصناعات الثقافية والملكية الفكرية والتعاون .
    - نائب المديرية العامة لترويج الصناعات الثقافية ورعايتها.
    - نائب المديرية العامة للتعاون والترويج الدولي للثقافة.
    - نائب المديرية العامة للملكية الفكرية.
    - نائب المديرية العامة للتعاون الثقافي مع مناطق الحكم الذاتي.

  - المديرية العامة للفنون التشكيلية .
    - نائب المديرية العامة لحماية التراث التاريخي.
    - وكالة المديرية العامة لمتاحف الدولة.
    - نائب المديرية العامة لمعهد التراث الثقافي بأسبانيا.
    - نائب المديرية العامة لترويج الفنون التشكيلية.
    - نائب المديرية العامة لأرشيف الدولة.

  - المديرية العامة للكتب وتشجيع القراءة .
    - نائب المديرية العامة لترويج الكتب والقراءة والأدب الإسباني.
    - نائب المديرية العامة لتنسيق المكتبات.
- وكيل الثقافة والرياضة .
  - الأمانة الفنية العامة.
- المجلس الرياضي الوطني .
  - المديرية العامة للرياضة.

الهيئات العامة تحت إشراف وزارة الثقافة والرياضة:
- متحف رينا صوفيا .
- متحف برادو .
- مكتبة إسبانيا الوطنية .
- المعهد الوطني للفنون المسرحية والموسيقى.
- معهد التصوير السينمائي والفنون السمعية البصرية.
- الوكالة الإسبانية لمكافحة المنشطات .

## قائمة وزراء الثقافة
- (1977-1979) Pío Cabanillas
- (1979-1980) مانويل كلافيرو
- (1980) ريكاردو دي لا سييرفا
- (1980-1981) igoñigo Cavero
- (1981-1982) سوليداد بيسيريل
- (1982-1986) خافيير سولانا
- (1986-1988) خافيير سولانا
- (1988–1989) خورخي سيمبرون ماورا
- (1989-1991) خورخي سيمبرون ماورا
- (1991-1993) جوردي سوليه طره
- (1993-1996) كارمن ألبورتش

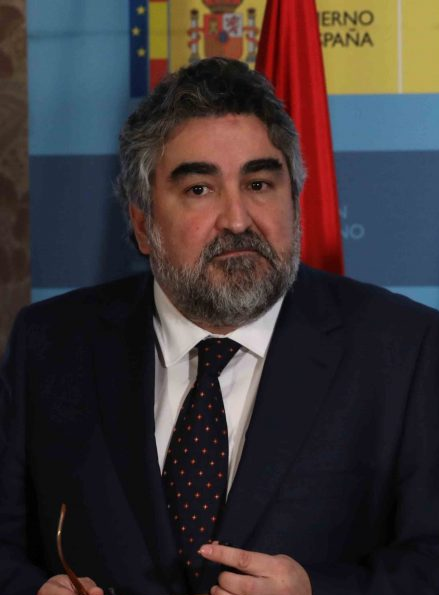
خوسيه مانويل رودريغيز أوريبس ، وزير الثقافة والرياضة الحالي.

- (1996-1999) إسبيرانزا أغيري وزيراً للتربية والثقافة
- (1999-2000) ماريانو راخوي ، وزير التربية والتعليم والثقافة
- (2000-2004) بيلار ديل كاستيلو ، وزير التعليم والثقافة والرياضة
- (2004-2007) كارمن كالفو
- (2007-2009) سيزار أنطونيو مولينا
- (2009-2011) Ángeles González Sinde
- (2011-2015) خوسيه إغناسيو ويرت ، وزير التعليم والثقافة والرياضة
- (2015-2018) igoñigo Méndez de Vigo ، وزير التعليم والثقافة والرياضة
- (2018) ماكسيم هويرتا ، وزير الثقافة والرياضة
- (2018-2020) خوسيه غيراو ، وزير الثقافة والرياضة
- (2020 حتى الآن) خوسيه مانويل رودريغيز أوريبس ، وزير الثقافة والرياضة

## الجوائز المقدمة
تمنح وزارة الثقافة جائزة ميغيل دي سرفانتس كل عام، لتكريم الإنجاز مدى الحياة لكاتب متميز في اللغة الإسبانية. أنشأت في عام 1975 وقدمت لأول مرة في عام 1976.

## روابط خارجية
- الموقع الرسمي لوزارة الثقافة الإسبانية (بالإسبانية)